# Mercancía rética
Mercancía rética (en alemán: Rätische Ware) es el nombre moderno dado a la cerámica producida durante la época romana sobre todo en la provincia Recia del Imperio Romano comprendiendo la región subalpina de la actual Alemania Meridional. Cerámica rética se reconoce por su color oscuro y los adornos de estilo celta. En la mayoría de los casos se trata de recipientes para beber o almacenar líquidos que fueron producidos sobre todo en el siglo II d. C. en el sur de Alemania como por ej. en Schwabmünchen.